# 지옥으로부터 편지
“지옥으로부터” 편지(the "From Hell" letter)는 1888년 작성되어 인간의 신장 반 쪽과 함께 배달된 편지 한 통이다. 편지 작성자는 자신이 화이트채플 연쇄살인사건을 일으킨 잭 더 리퍼라고 주장했다. 편지가 배달되기 이전 몇 달에 걸쳐 런던 화이트채플 지역에서 최소 5명의 여성이 이 살인자에게 살해당했다. 화이트채플 연쇄살인사건은 당대에도 큰 관심의 대상이 되었고 오늘날 역시 마찬가지다. 잭 더 리퍼가 죽인 것이 확실한 5명 이외에 더 많은 사람을 죽였는지, 살인자의 정체가 무엇인지는 오늘날까지 밝혀지지 않았다.
우편 소인은 1888년 10월 15일자로 찍혀 있으며, 그 다음날 화이트채플 자경위원회 위원장 조지 러스크가 편지를 수신했다. 편지는 알코올에 절여 보존된 인간의 신장 반 쪽과 함께 배달되었으며, 편지 작성자는 나머지 반쪽은 자기가 먹었다고 주장했다. 당시 경찰은 자신이 범인이라고 주장하는 편지를 수도 없이 많이 받았고, 집계하기에 따르면 1천 통 이상의 편지가 작성되었다고도 한다. 그러나 그러한 편지들 중 진짜 살인자가 썼을 가능성이 있다고 진지한 논의의 대상이 된 것은 이 “지옥으로부터” 편지를 비롯한 극소수에 불과하다. 편지를 진짜 살인자가 썼는지 여부는 당대에 의견이 찬반으로 나뉘었고, 지금도 역시 그러하다.

## 편지 전문

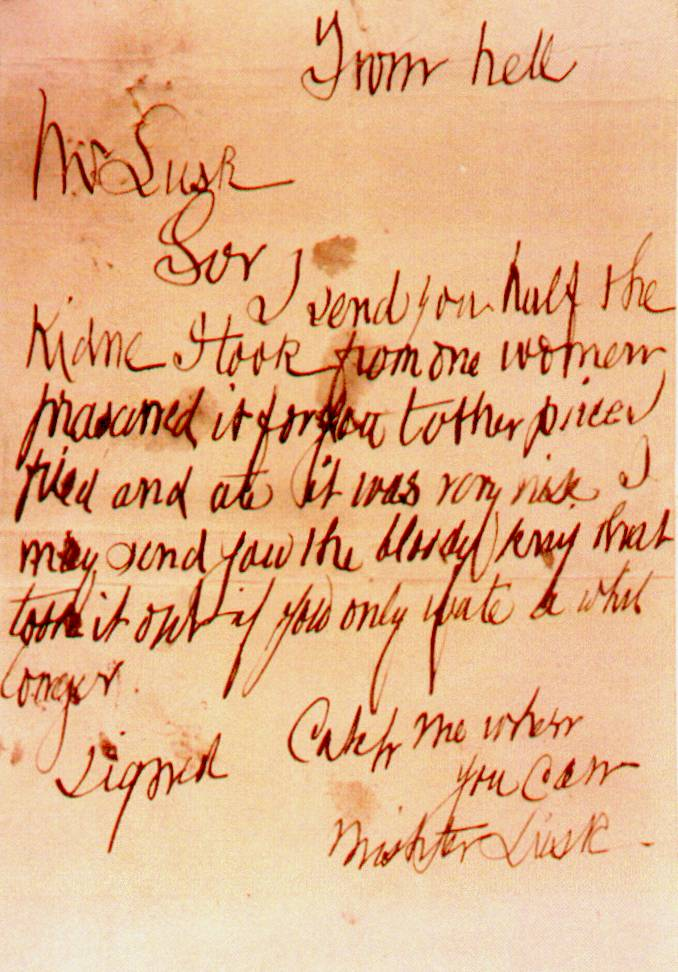
지옥으로부터 편지 전문

| From hell Mr Lusk Sor I send you half the Kidne I took from one women prasarved it for you tother pirce I fried and ate it was very nise I may send you the bloody knif that took it out if you only wate a whil longer. signed Catch me when you Can Mishter Lusk. | 지옥으로부터 러스크 씨 선섕 내가 한 여자한테서 꺼내 당신을 위해 낭겨둔 신쟝 반쪽을 보내지 나머지는 내가 구워 먹었는데 참 마싯섯서 조금만 더 기달려 주며는 이걸 꺼낼 때 쓴 피뭍은 칼을 보내 드리 리다. 서명 잡을 수 있으면 잡아보시라 러스크 선생. |  |

오타 및 비문은 원문 내용 그대로이다. 편지 원본 및 그와 함께 배달된 신장은 잭 더 리퍼 사건과 관련된 경찰 파일의 다른 물건들과 함께 오늘날 행방을 알 수 없다. 편지 사진은 분실되기 전에 사진으로 촬영한 것이다.

## 같이 보기
- 잭 더 리퍼 용의자
- 범죄자 프로파일링
- 화이트채플 자경위원회